# Сварочное железо
Сварочное железо — сплав железа с углеродом и другими примесями с низким содержанием (менее 0,08 %) углерода. Полученная пудлингованием или другими устаревшими процессами крица из печи направляется непосредственно под обжимной молот, ударами которого выдавливаются шлаки, механически увлеченные при выплавке. Обжатые куски железа обычно сразу из-под молота идут под вальцы, где раскатываются в полосы (мильбарс). Железо, приготовленное таким образом, очень неоднородно даже при изготовлении и из одного и того же куска. Для повышения однородности мильбарс разрезается на куски, которые связываются в пакеты, сильно накаливаются в особых печах (сварочных) и прокатываются под валками, в результате чего кристаллы железа свариваются. Полученное сварочное железо может быть повторно нагрето и прокатано несколько раз. С каждым разом однородность продукта увеличивается, но одновременно растет и его стоимость.
Сварочное железо коррозионностойкое, хорошо поддается механической обработке, однако не может быть закалено из-за низкого содержания углерода. С появлением более эффективных способов производства стали сварочное железо практически перестало использоваться к середине XX века. Его современным аналогом являются мягкие низкоуглеродистые стали.